# Nitting
Nitting település Franciaországban, Moselle megyében. Lakosainak száma 514 fő (2022. január 1.). Nitting Abreschviller, Hartzviller, Hermelange, Hesse, Lorquin, Métairies-Saint-Quirin, Vasperviller és Voyer községekkel határos.

## Népesség
A település népességének változása:
| Lakosok száma | 326  | 526  | 515  | 484  | 468  | 460  | 464  | 479  | 487  | 514  |
|               | 1968 | 1982 | 1990 | 2006 | 2013 | 2015 | 2017 | 2019 | 2020 | 2022 |